# 알리디우스 차르다 판 스타켄보르 스타추베르
Jonkheer 알리디우스 바르몰두스 람베르투스 차르다 판 스타켄보르 스타추베르(1888년 3월 7일 – 1978년 8월 16일)는 네덜란드의 귀족이자 정치가로, 현재 인도네시아인 네덜란드령 동인도의 마지막 식민지 총독으로 주로 알려져 있다. 그는 1942년 3월 9일 일본의 무조건 항복 요구를 수락한 후 포로로 잡혔다.
차르다는 아시아 최대 네덜란드 식민지의 69대 총독이었다. 그는 1936년부터 1942년까지 재직했다.
그는 흐로닝언의 유서 깊은 귀족 가문 출신이며 에트자르트 차르다 판 스타켄보르-스타하우어의 아들이었다. 그의 아버지 에트자르트는 흐로닝언의 고등학교에서 역사, 네덜란드어, 철학 교수였고, 흐로닝언 주의 왕실 위원이었으며, 나중에는 시의 부르허마스터가 되었다. 그의 어머니 크리스티네 야코베 퀸투스는 음악 교사이자 오페라 소프라노였다. 그의 본명은 알리디우스 바르몰두스 람베르투스였고, Tjarda van Starkenborgh (noble family)는 그의 귀족 및 작위명이었다. 그러나 역사적 자료에서는 그를 단순히 차르다라고 부르는 경우가 많다.

## 초기 생애

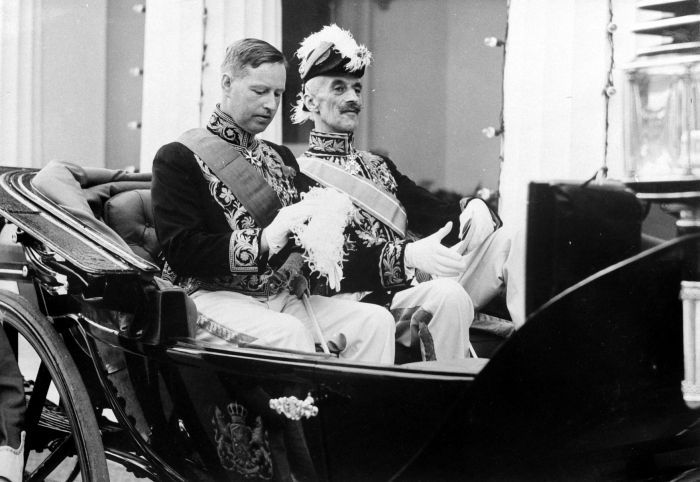
차르다 판 스타켄보르 스타추베르가 총독 취임 후 그의 깃털 모자를 살펴보고 있다. 그의 옆에는 전임자인 코르넬리스 데 용어가 있다.

차르다는 흐로닝언 시의 문법학교에서 초등 및 중등 교육을 받았고, 1906년 9월 25일부터 1911년 4월 11일까지 흐로닝언 대학교에서 법률 고등 교육을 계속했다. 그곳에서 그는 학생 조직 윈디카트 아크웨 폴리트에 가입했다. 학업을 마친 후 그는 1911년부터 1913년까지 여러 법률 회사에서 인턴으로 일했으며, 당시 네덜란드 외무부 장관 르네케 데 마레스 판 스윈데렌에게 전문적인 도움을 제공한 후 외교관 준비를 결정했다. 1913년부터 1915년까지 공사 서기 시험에 합격한 후 네덜란드 외무부 차관보로 임명되었다.
국내 임무를 마친 후, 그는 워싱턴 주재 네덜란드 왕립 대사관의 총영사로 첫 해외 파견을 떠났다. 이 시기에 그는 벨기에 주재 미국 대사 시어도어 마버그의 딸인 미래의 아내 크리스틴 마버그를 만났다. 그들은 1915년 11월 메릴랜드 볼티모어에서 결혼했다. 그는 1915년에 네덜란드 외교부에 입사했다.
1921년, 차르다는 외무장관 헤르만 아드리안 판 카르네베이크에게 연락을 받아 워싱턴 회담에 네덜란드 대표단과 동행하게 되었다. 이 시점에 차르다는 처음으로 식민지 문제에 접하게 되었다. 1922년 그는 헤이그에서 열린 러시아 무역에 관한 국제 회의 사무실에 합류했다. 이 직책에서 그는 자위더르제와의 수로 연결을 위해 열심히 캠페인을 벌였고, 지방 학교 의사 서비스, 학술 병원 및 대학교(1928년부터 큐레이터로 재직)를 조직했다. 국제 경력을 쌓은 후, 1924/25년 그는 베를린 주재 네덜란드 공사관에 있었으며, 아버지를 계승하여 흐로닝언 주 여왕 위원(왕실 총독, 1925-1933)으로 임명되었고, 브뤼셀 주재 네덜란드 왕국 대사(1933-1936)로 임명되었다. 그는 1915년부터 1933년까지 코펜하겐, 스톡홀름, 베를린 주재 네덜란드 대사관에서 서기 및 공사 참사관으로 근무했다. 1933년 9월, 판 스타켄보르는 벨기에 및 룩셈부르크 법원의 특명 전권 대사 및 공사로 임명되었다.
1936년 6월 4일, 그를 네덜란드령 동인도 총독으로 임명하는 왕실 칙령이 발표되었다. 그는 1936년 8월 24일 회의에서 빌헬미나 여왕에게 작별을 고한 후 요한 판 올덴바르네벨트를 타고 네덜란드령 동인도로 향했다. 공식적인 권한 이양식은 1936년 9월 16일 바타비아에서 거행되었다.

## 제2차 세계 대전

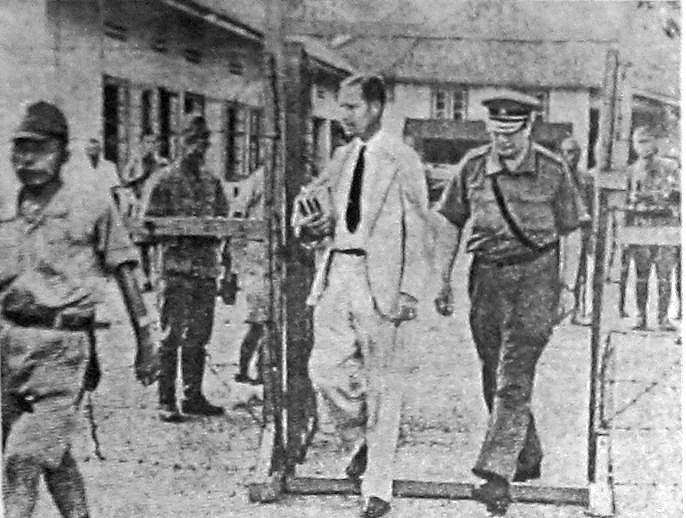
차르다 판 스타켄보르 스타추베르 총독이 책을 들고, 하인 테르 포르텐 중장이 바타비아의 제10대대 수용소에 도착하여 감금되기 위해 온 모습

1940년 5월 14일 네덜란드가 독일에 항복하자, Jhr. 판 스타켄보르는 네덜란드령 동인도에 계엄령을 선포하고, 독일 화물선 19척을 압류하고 모든 독일 국적자를 네덜란드 해방 때까지 구금하라고 명령했다. 1941년 12월, 일본이 태평양에서 작전을 시작했을 때, 네덜란드령 동인도 침공에 대비하여 93,000명의 네덜란드군과 5,000명의 미국, 영국, 오스트레일리아 병력이 있었다.
2월 15일까지 일본 폭격기들이 바타비아 (현재 자카르타)의 수도를 공격했고, 정부 운영은 수도를 반둥으로, 특히 사보이 호만 호텔과 프레앙어 호텔로 이전할 수밖에 없었다. 총독과 여러 고위 관리들은 빌라 메이 링에 머물기로 결정했다. 스타켄보르는 연합군과 현지 주민들이 탄약이 부족하고 질병으로 지쳐 방어할 가능성이 전혀 없다는 것을 인식하고 항복을 협상했다. 여기서 차르다 일행은 1942년 3월 8일 네덜란드령 동인도 전역을 이끈 일본 제국 육군 제16군의 이마무라 히토시 중장을 만나러 갔다. 첫 회의에서 그들은 네덜란드령 동인도의 무조건 항복 기한을 정했다. Jhr. 판 스타켄보르는 다음날 방송에서 네덜란드군과 연합군에게 사격을 중지하라고 명령했고, 연합군은 오후 1시에 항복했다. 하인 테르 포르텐 장군이 항복 문서에 서명할 무렵, 차르다는 실망하여 협상장을 떠났다. 앞서 1942년 3월 5일, 차르다는 민간 권력과 군사 권력을 분리하고 군사 권력을 테르 포르텐에게 이양했다. 그는 칼리자티 항복 시 네덜란드령 동인도에 대한 민간 권력을 항복하지 않았다. 이 행동은 네덜란드가 망명한 후베르투스 판 무크 부총독에게 민간 권력을 이양하는 근거로 사용되었다. 그의 주도 덕분에 이 정당성은 네덜란드령 동인도 민간 행정부 (NICA)를 오스트레일리아에서 망명 정부로 구성하는 데 사용되었다. 그는 1942년 3월 8일 또는 9일 칼리자티 항복에서 네덜란드 동인도 육군 전체의 무조건 항복 이후 일본에 구금되었다.
차르다 판 스타켄보르와 그의 가족, 그리고 다른 네덜란드령 동인도 군사 및 정부 인원은 포로가 되었다. 일본인들이 그에게 가택 연금 상태로 집에 머물고 특별 대우를 받도록 제안했지만, 그는 함께 있기를 원하여 거절했다. 그는 아내 크리스틴과 두 딸과 헤어져 반둥의 다른 포로 수용소에 수감되었다. 차르다는 처음에 반둥에 억류되었다가 바타비아로 이송되었고, 최종적으로 만주, 특히 셴(현재 랴오위안시, 중화인민공화국)에 억류되었으며, 그곳에서 미군 장군 조너선 M. 와인라이트와 같은 다른 유명 포로들과 함께 1945년 8월 16일 소련군에 의해 수용소가 해방될 때까지 수감되었다.

## 전후 생애

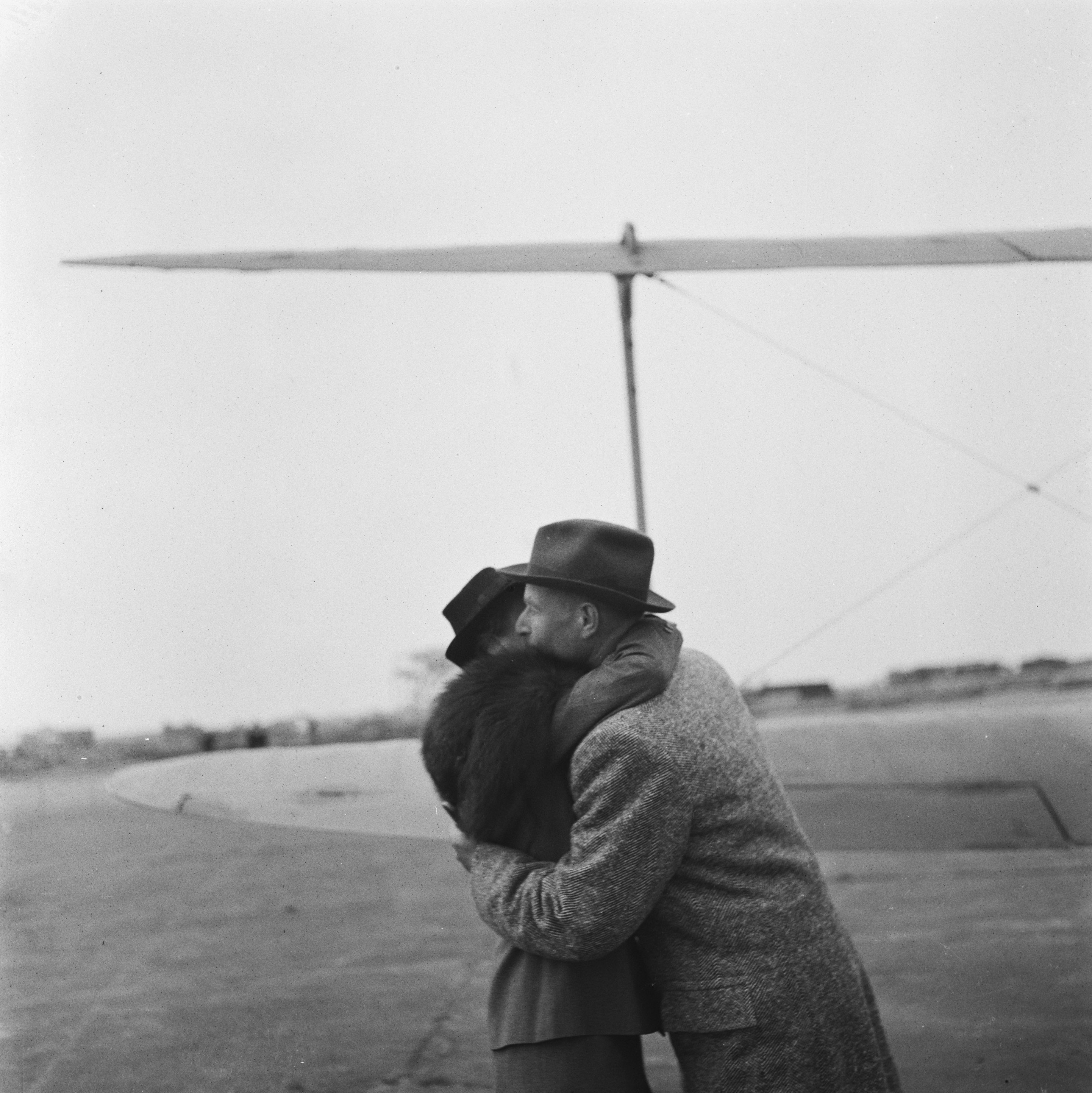
차르다 판 스타켄보르 스타추베르가 사랑하는 사람들과 재회하는 모습 (1945년 9월 9일)

Jhr. 판 스타켄보르는 가족과 함께 네덜란드로 돌아왔다. 처음에는 빌헬미나 여왕으로부터 총독(또는 이에 상응하는 후임 직책)으로 복귀해 달라는 직접적인 요청을 받았지만, 1942년 여왕이 인도네시아에 자치권을 약속했기 때문에 인도네시아나 동인도 및 그들의 탈식민화 과정과 관련된 어떤 일도 원하지 않아 거절했다. 그는 "비교할 수 없는 어려운 상황에서 조국에 기여한 중요한 공로"에 대한 감사의 표현과 함께 해외 영토 장관(이전 식민지 장관) 요한 하인리히 아돌프 로게만과의 의견 차이로 1945년 10월 중순 총독 직위를 반납했다. 그는 1945년 10월 16일부로 사임하여 네덜란드령 동인도 총독 직위는 소멸되었다. 대신, 1946년 초에 그는 프랑스 파리 주재 대사로 임명되었으나, 불과 2년 만에 해임을 요청하여 1948년 12월 1일 승인되었다. 1950년에 그는 다시 국가 공무원으로 복귀하여 런던의 북대서양 이사회 상임 대표가 되었다. 1952년 3월부터 1956년 중반까지 그는 파리에서 최초의 상임 네덜란드 NATO 대표부를 이끌었다. 이 기간 동안 그는 유럽 정치 공동체 설립 준비에 핵심적인 역할을 했다. 1956년 6월 28일 그는 국무장관으로 임명되었다.
그는 외교관 생활을 은퇴하고 바세나르에 정착하여 카네기 재단 이사장직을 계속 수행했다. 외교관 은퇴 후 그는 1956년 6월 28일부터 1978년 8월 16일까지 정부로부터 국무장관으로 새로 임명되어 빌 위원회의 위원이 되었다. 그는 나중에 제2차 세계 대전 이후 교착 상태에 있던 운하 연결에 대한 벨기에와의 오랜 논쟁, 특히 벨기에가 요구했던 스헬더강과 라인강의 연결에 대한 협상 대표단을 이끌었다. 협상은 1963년 5월 13일 조약으로 성공적으로 마무리되었다. 헤르브란디와 빌과 함께 그는 흐리트 호프만스 사건에 대한 자문 위원회를 구성했다.
그는 1978년 8월 16일 네덜란드에서 사망했으며 바세나르에 묻혔다.

## 영예
- 오라녜나사우 훈장 대십자장[19][20][21]
- 네덜란드 사자 훈장 대십자 기사[19][20][21]
- 동아시아 저항 별 1942–1945 (1950년 5월 10일)[22]
- 흐로닝언 대학교 문헌학 및 철학 명예 박사 (1957년 3월 20일)[22]
- 파리 대학교 문학 및 철학 명예 박사[22]